# 溪南
溪南，是臺灣嘉義縣太保市的一個傳統地域名稱，位於該市西北部。相較於今日行政區，其範圍大致包括田尾里東北半部、過溝里西北部凸出部分。

## 歷史
台灣日治初期，溪南地區為一街庄（舊制街庄），稱為「溪南庄」，隸屬於大槺榔西堡。該庄昔日北隔牛稠溪與溪北庄為界，東及東南與過溝庄為鄰，南邊為新埤庄，西南邊為田尾庄，西邊為灣內庄。
1901年（日治明治三十四年）11月11日，全台廢縣廳改設二十廳，該庄隸屬於嘉義廳。1904年（明治三十七年）2月20日，該庄編入「後潭區」，隸屬於嘉義廳。1905年（明治三十八年）7月1日，嘉義廳內管轄區域調整，該庄仍隸屬於「後潭區」。1909年（明治四十二年）10月25日，全台合併二十廳為十二廳，後潭區仍隸屬於嘉義廳。1920年（大正九年）10月1日，全台地方制度大改正，廢十二廳改設五州二廳，該庄改制為「溪南」大字，隸屬於臺南州東石郡太保庄（新制街庄）。
戰後太保庄改制為太保鄉，隸屬於臺南縣，大字亦改制為村。1950年10月25日，雲、嘉、南分治，太保鄉改隸屬嘉義縣。1991年7月1日，因應嘉義縣治遷入，太保鄉升格為縣轄市太保市，村亦改制為里。

## 聚落
該地區發展較早的聚落為溪南，在日治期初期的官方地圖上已有記載。

## 交通
省道台37線即「高鐵橋下嘉義段道路」，是新港（實際起點為埤頭）至鹿草（實際終點為後寮）的幹道，經過本地區西端。由該道路北行可前往新港鄉的埤頭，並止於縣道159號、縣道164號共線路口；南行可前往鹿草鄉北端的後寮，並止於縣道167號路口。
鄉道嘉49線是溪北至春珠的道路，在本地區北、中段與鄉道嘉61線共線，且經過本地區主聚落東側。
鄉道嘉61線是大客至新埤的道路，在本地區北、中段與鄉道嘉49線共線，且經過本地區主聚落東側。